# Pochazia subatomaria
Pochazia subatomaria är en insektsart som först beskrevs av Walker 1870.  Pochazia subatomaria ingår i släktet Pochazia och familjen Ricaniidae. Inga underarter finns listade i Catalogue of Life.